# Dokkaebi
Los  dokkaebi o dokebi (en coreano: 도깨비) son criaturas legendarias de la mitología y el folclore coreano. También conocidos como los duendes coreanos, poseen extraordinarios poderes y habilidades que utilizan para interactuar con los humanos, ya sea gastándoles bromas o ayudándolos.

## Origen
La documentación más antigua conocida sobre dokkaebis data del cuento de la era Silla "La señora Dohwa y el mozo Bihyeong" del Samguk Yusa compilado durante el período Koryo. Están presentes en muchas antologías de cuentos populares compilados durante el período de la dinastía Joseon.

## Características

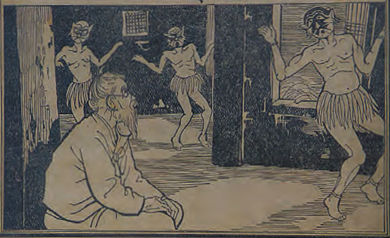
ilustración en un libro coreano de 1933

Los dokkaebi son diferentes a los gwisin (en coreano: 귀신 fantasmas) en que ellos no son formados por la muerte de un ser humano, sino más bien por la posesión espiritual de un objeto inanimado como viejas herramientas del hogar (escobas, por ejemplo) u objetos manchados con sangre humana.
Su apariencia física se presenta en muchas formas diferentes y ha variado por diferentes períodos de tiempo, pero siempre han sido representados como temibles e imponentes. La representación más común está basada en los antiguos techos de tejas con patrones de dokkaebi.
Diferentes versiones de la mitología dokkaebi le asignan atributos diferentes. En algunos casos se considera que son inofensivos, pero traviesos, generalmente gastando bromas a la gente o desafiándolos o retando a los viajeros a un encuentro de "ssireum" (lucha coreana), por el derecho a pasar. Los dokkaebi son muy hábiles en la lucha libre y no pueden ser vencidos, a menos que su lado derecho explote. En otros cuentos, el dokkaebi sólo tiene una pierna, por lo que uno debe enganchar su pierna y empujarla para ganar.
El fuego del dokkaebi es una luz de tenue brillo o altas llamas azules que anuncian su aparición.
Poseen objetos mágicos tales como el sombrero dokkaebi llamado dokkaebi gamtu (도깨비 감투), que otorga al usuario la capacidad de la invisibilidad, y el club de magia dokkaebi llamado dokkaebi bangmangi (도깨비 방망이), que puede convocar cosas como una varita mágica.

## Rituales
Tienen inmensos poderes sobrenaturales, pueden traer buenas cosechas, grandes capturas, grandes fortunas a los seres humanos y son defensores contra los malos espíritus. Los rituales se llevan a cabo para apelar al dokkaebi para traer beneficios a los seres humanos. Algunas comunidades realizan rituales para ahuyentarlos, pues creen que son la causa de los incendios y enfermedades contagiosas.

## Leyendas
La mayoría de las leyendas coreanas incluyen al dokkaebi en sus historias, ya sea sobre sus bromas a los mortales o castigos por causa de sus malas acciones. Una de ellas es acerca de un anciano que vivía solo en una montaña cuando un dokkaebi visitó su casa. Con sorpresa, el anciano le dio una bebida alcohólica y se hicieron amigos. El dokkaebi visitó al anciano a menudo y tuvieron largas conversaciones, pero un día, el hombre caminó en el bosque cerca del río, y descubrió que su reflejo se parecía al dokkaebi. Asustado, se dio cuenta de que poco a poco fue convirtiéndose en la criatura. El hombre hizo un plan para evitar convertirse e invitó a la criatura a su casa. Él le preguntó, "¿Qué es a lo que más le temes?" y el dokkaebi respondió, "le temo a la sangre. ¿De qué tienes miedo tú?" El hombre pretendía estar asustado y dijo: "le tengo miedo al dinero. Es por eso que vivo en las montañas solo". Al siguiente día, el anciano mató una vaca y derramó su sangre por toda la casa. El dokkaebi, asombrado y molesto, huyó y dijo, "¡regresaré con tu mayor miedo!". Un día después, volvió con bolsas de dinero y se las arrojó al anciano. Nunca regresó y el anciano se convirtió en la persona más rica de la ciudad.

## Tipos
A pesar de que no tienen forma real, algunas personas los dividen en tipos. Estos son los más comunes.
- Cham dokkaebi (en coreano: 참도깨비; literalmente realmente dokkaebi): Un dokkaebi travieso. Contrasta con el gae dokkaebi.
- Gae dokkaebi (en coreano: 개도깨비; literalmente salvaje dokkaebi): Un dokkaebi malvado.
- Gim Seobang dokkaebi (en coreano: 김서방 도깨비; literalmente, el Señor Kim Dokkaebi): Un tonto dokkaebi que luce como un granjero.
- Nat dokkaebi (en coreano: 낮도깨비; literalmente día dokkaebi): Diferente de otros dokkaebi, estos aparecen durante el día. Ellos son conocidos por dar dokkaebi gamtus a los seres humanos.
- Go dokkaebi (en coreano: 고도깨비; literalmente alto dokkaebi): Conocidos por ser buenos en la lucha y el manejo de  armas, especialmente las flechas.
- Gaksi dokkaebi (en coreano: 각시도깨비; literalmente señorita dokkaebi) y chonggak dokkaebi (en coreano: 총각도깨비; literalmente soltero dokkaebi): Conocidos por atraer a los seres humanos.
- Oenun dokkaebi (en coreano: 외눈도깨비; literalmente tuerto dokkaebi): Un dokkaebi tuerto que come mucho.
- Oedari dokkaebi (en coreano: 외다리도깨비; literalmente cojo dokkaebi): Un dokkaebi de una sola pierna al cual le gusta el "Ssireum".